# 구성고등학교
구성고등학교(駒城高等學校)는 대한민국 경기도 용인시 기흥구 마북동에 있는 공립 고등학교이다.

## 학교 연혁
- 2004년 1월 5일 : 구성고등학교 설립인가(14학급)
- 2009년 3월 1일 : 제1대 이봉구 교장 취임
- 2009년 3월 3일 : 제1회 입학식(남 258명, 여 139명 계 397명)
- 2012년 2월 7일 : 제1회 졸업식(304명)
- 2020년 3월 1일 : 제7대 노재홍 교장 부임
- 2021년 1월 5일 : 제18회 졸업식(289명)
- 2022년 3월 4일 : 제21회 입학식(남 173명, 여 166명 계 339명)

## 참고 자료
- 구성고등학교 - 한국교육학술정보원 학교알리미